# المتحف الوطني بدمشق
المتحف الوطني بدمشق عميد المتاحف السورية واحد من أهم المتاحف العربية، فهو أكبرها وأقدمها وأشهرها ويشكل بأقسامه وحدائقه الواسعة متاحف عديدة ضمن متحف واحد، كما ويضم أبرز الآثار السورية المكتشفة في القرن العشرين. ولذلك ينظر الباحثون والدارسون العرب والأجانب إلى هذا المتحف على أنه مرجع توثيقي وتاريخي وحضاري مهم ليس على مستوى منطقة الشرق الأوسط فحسب بل وعلى المستوى العالمي أيضا.
ينقسم المتحف إلى خمسة أقسام تتناول تاريخ سوريا والحضارات التي تعاقبت عليها بدءًا من عصور ما قبل التاريخ، غير أنه لا يتناول التاريخ السياسي المعاصر للبلاد، مثل الانتداب الفرنسي أو سوريا البعثية أو الثورة السورية.

## الموقع
يقع المتحف الوطني بدمشق عند شارع شكري القوتلي على ضفة نهر بردى بين جامعة دمشق والتكية السليمانية بجانب جسر الحرية.

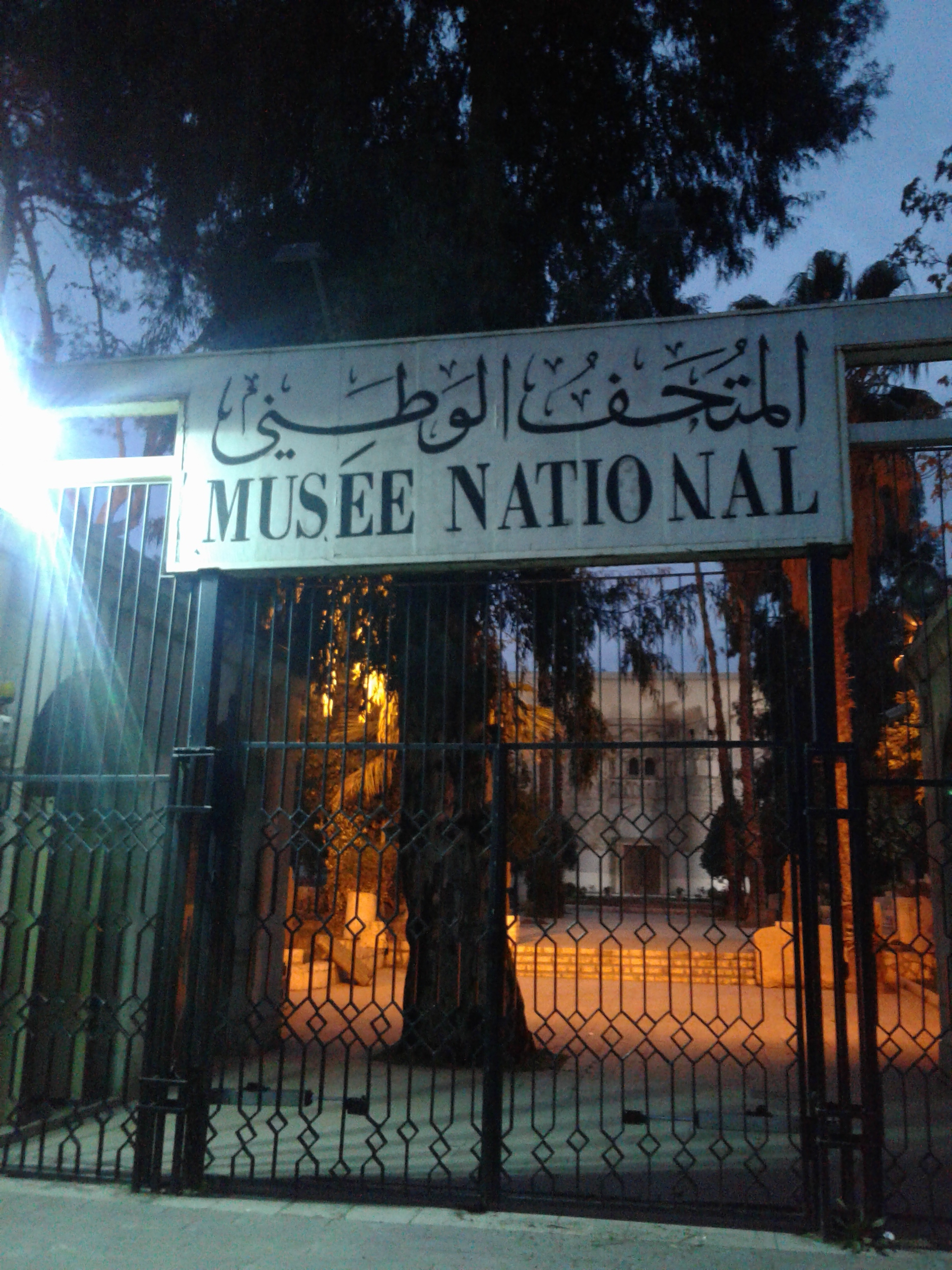
بوابة المتحف الوطني ليلًا.

## لمحة تاريخية
حتى نهاية الحرب العالمية الأولى، لم يكن في سورية أي متحف، وبعد جلاء القوات العثمانية عن سورية، تأسس ديوان المعارف، وكان من مهمات إحدى شعبه الاهتمام بالآثار وتأسيس متحف تحفظ فيه، وخصصت له إحدى قاعات مبنى المدرسة العادلية في باب البريد مقابل المدرسة الظاهرية فتكرمت العائلات الكريمة في سورية بإهداء هذا المتحف مما لديها من آثار وتحف شكلت نواة مجموعات متحف دمشق عام 1920م، التي تعاظمت من خلال المكتشفات الأثرية المتلاحقة، وفي حينه أيضًا أوفد الأمير جعفر الحسيني إلى فرنسا، وكان أول موفد من سورية لدراسة الآثار والتخصص فيها وبالمتاحف.
أخذ المتحف ينمو رويداً رويداً حتى ضاق به البناء القديم وشعر الجميع بضرورة بناء مبنى جديد للمتحف، فتنازلت مديرية أوقاف دمشق عن أرض في المرج الأخضر، ليبنى عليها مبنى المتحف الجديد الذي افتتح القسم الأول منه عام 1936م بتصميم المهندس الفرنسي إيكوشار، وبعد ذلك تتالت عملية بناء أقسام المتحف الأخرى في السنوات التي تلت افتتاحه. فتوسع المتحف الوطني ليصبح تقريباً أربعة أضعاف حجمه الأصلي، حيث شهدت مجموعته إضافات رئيسية  في كل من عام 1953، وعام 1963، وعام 1974، وعام 2004. كما طرأت تغييرات على تنظيم المتحف، غير أنه حافظ على توجهه العام إجمالاً.
تميز مخطط المبنى الجديد للمتحف بقابلية التوسع وكان في البداية بناء مقتصر على بهو ورواقين وأربع قاعات وجناح للمكاتب وطبقة علوية فيها ثلاث قاعات أخرى استمر مخطط البناء بالتوسع حتى أخذ شكله الحالي.

## المعالم

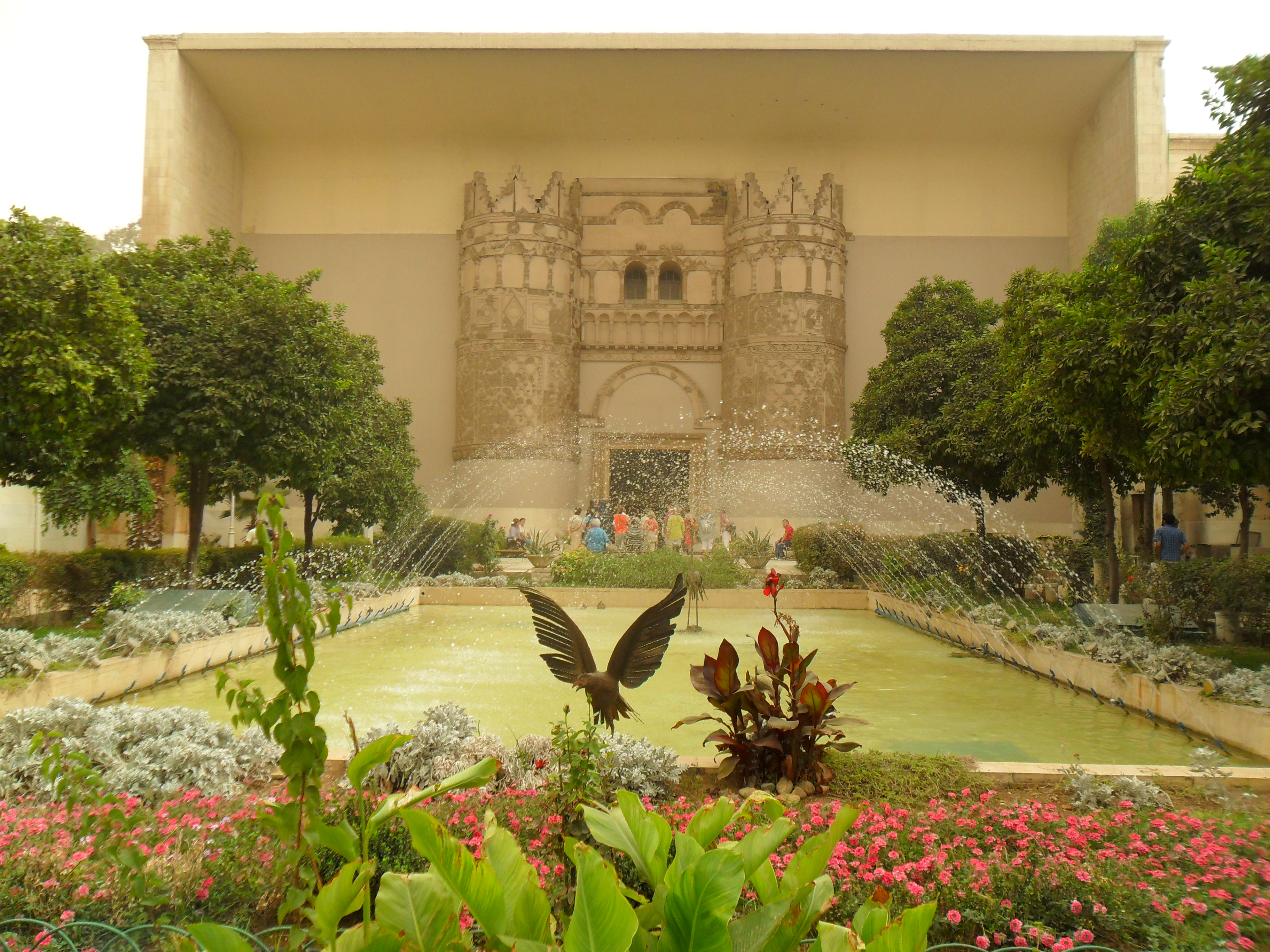
بوابة قصر الحير الغربي في المتحف.

مزايا خاصة تميز متحف دمشق الوطني وهو إعادة بناء ما تبقى من مبان أثرية سورية داخل المتحف، ومنها مثلا واجهة قصر الحير الغربي، فالزائر يفاجأ عندما تبدأ زيارته للمتحف بواجهة قصر الحير الأموي الذي يعود إلى الخليفة هشام بن عبد الملك عام 727م. ونجد في هذه الواجهة ما يمكن أن نسميه جمالية العمارة العربية الإسلامية وضخامتها، ومنها الباب الضخم ومجسمات ونوافذ أعيد ترميمها بشكل نجد معه بدايات الفن العربي الإسلامي المسمى الأرابيسك كذلك أعيد بناء المدفن التدمري المليئ بالتماثيل النصفية الذي يعود لأسرة يرحال التدمرية ويعطي فكرة عن طقوس الدفن لدى التدمريين. وهناك أيضًا كنيس محلي رائع مزين باللوحات وبالرسوم كما في كل المباني السورية القديمة، وجد في مدينة دورا أوربوس على نهر الفرات، ويتميز هذا الكنيس برسومه الجدارية الرائعة التي تعود إلى حوالي العام 246 الميلادي. ثم هناك القاعة الشامية التي أعيد بناؤها، وهي منقولة من حي الحريقة الدمشقي ومن قصر بيت مردم بك، وتعود هذه القاعة إلى القرن الثامن عشر الميلادي، وأخيرا هناك أحد مداخل جامع يلبغا الذي كان قائما في ساحة المرجة وأعيد بناء هذا المدخل في حديقة المتحف.

## أقسام المتحف
يقسم متحف دمشق الوطني إلى خمسة أقسام رئيسية، كل واحد منها يشكل متحفاً متكاملاً وغيرها من صالات وقاعات العرض وقد قسمت حسب عصورها التاريخية إضافة إلى حديقة المتحف التي تعد هي الأخرى متحفا مستقلا في الهواء الطلق. كذلك يحتوي حرم المتحف على حدائق متاخمة له، وهي تعدُّ بمثابة متحف مستقل في الهواء الطلق، وذلك بالإضافة إلى وجود مقهى، ومتجر للهدايا.
- أول أقسام المتحف هو قسم عصور ما قبل التاريخ وهو يضم آثارا مهمة تبدأ من نحو مليون سنة قبل الميلاد وحتى ظهور الكتابة. ويجد زائر هذا القسم آثارا لبدايات الحضارة وكيف استخدم الإنسان البدائي الأحجار كأدوات ومن ثم كيف بدأ تطويع هذه الأحجار ليجعلها مفيدة في أعماله كالمطارق والمثاقب وغير ذلك. كما يشاهد في هذا القسم هيكل عظمي وجد في كهف الديدرية قرب بلدة عفرين في محافظة حلب . وهو يعود إلى عصر إنسان نياندرثال (120 ألف سنة ق.م) كذلك توجد في القسم جمجمتان وجدتا في تل الرماد قرب قطنا جنوب دمشق وتعودان إلى نحو سبعة آلاف سنة قبل الميلاد. وهناك بقايا عظام حيوانات وجدت في حوض اللطامنة بمحافظة حماة وتعود إلى العصور الحجرية القديمة، ثم بدايات صناعة الفخار في سورية منذ 7000 سنة ق.م وكيف صنعت منه تماثيل وهناك الأحجار الكريمة، وكذلك الأحجار المستخدمة في سحق الحبوب وغير ذلك من المحتويات.
- القسم الشرقي القسم الثاني هو قسم الآثار السورية الشرقية القديمة ويضم الآثار التي تعود للفترة منذ بداية ظهور الكتابة وحتى مجيء الإسكندر المقدوني إلى الشام. ويضم هذا القسم روائع آثار الحضارة الكنعانية القديمة المكتشفة في أوغاريت، وأهمها الأبجدية التي تعتبر أول أبجدية عرفتها البشرية بعدما كان الإنسان يكتب بواسطة الصور، واختصر هذه الصور فجعل منها أبجدية وهي محفوظة برقيم طيني في هذا القسم. ثم تأتي الآثار العاجية المكتشفة أيضًا في أوغاريت على الساحل السوري. وفي القسم أيضًا سيف يعود لفرعون مصر رمسيس الثاني. وآثار أمورية اكتشفت في مدينة ماري ونصوص ورقم طينية مهمة جدا ذات مواضيع حقوقية. وفي القسم أيضًا آثار آرامية ونصب فرعوني اكتشف حديثا في منطقة الكسوة قرب دمشق. وهناك آثار تل عمريت وتل الكزل وآثار فينيقية وآثار مملكة إبلا الشهيرة.
- القسم الثالث هو قسم الآثار السورية المحلية وهذه تعود إلى عهود اليونان والرومان والبيزنطيين، ويضم هذا القسم آثار مدينة تدمر التي كانت على طريق الحرير. فثمة منحوتات وتماثيل تدمرية لرجال ونساء مزينات بالحلي، وهناك بقايا المنسوجات الكتانية والحريرية والصوفية التي اكتشفت في مدينة تدمر وكانت تشتهر بها الحضارة التدمرية. في القسم أيضًا آثار محافظتي السويداء ودرعا ومنها الأحجار البازلتية التي نحتت منها التماثيل الرائعة. وكذلك روائع الموزاييك الفسيفساء المكتشف في مدينة شهبا وتمثل الزراعة والثقافة والفلسفة والعدالة، وأبرز هذه اللوحات في هذا القسم لوحة الموازييك الشهيرة التي تتعلق بأسطورة بداية الألعاب الأولمبية وهي ذات قيمة فنية وثائقية وحضارية. وثمة تحف موزاييك اكتشفت في مدينة حمص تمثل كاهنين مسيحيين تعد من أجمل ما أبدعه فن الموزاييك في العصر البيزنطي، وفي القسم جناح للحلي الذهبية تعرض فيه أروع إبداعات أجدادنا في فن الصياغة وروائع الحلي من أقراط وأطواق وخواتم وأساور ومشابك وخلاخل. وجناح النقود، وتعرض فيه المجموعات المكتشفة ومن مختلف العهود من نقود أثينا والإسكندر المقدوني والسلوقيين والبطالمة والبيزنطيين وغيرهم من الحضارات التي مرت في سورية. وهناك أيضًا جناح الفن البيزنطي ونجد فيه روائع الفن العربي المسيحي في سورية في القرن الرابع الميلادي وما بعده، ومنها السرج والمباخر المسيحية والزجاج والرسوم الجدارية.
- قسم عربي إسلامي القسم العربي الإسلامي في المتحف قسم غني جدا تبدأ معروضاته منذ عهد الأمويين ومنها واجهة قصر الحير الغربي وخزف الرقة التي كانت عاصمة الخليفة هارون الرشيد ومعروضات من الأكواب الزجاجية التي كتب عليها «اشرب واطرب» والجرار الجميلة، وهناك قاعة خاصة بالآثار الحجرية ومنحوتة جميلة تعود للعصر المملوكي تمثل طبيبا يحمل أدوية وفي الأعلى كتب «كل من الله العافية» وهناك «المشكاة» الزجاج مزينة بالمينا الحمراء والصفراء والزرقاء. وفي هذا القسم قاعة المخطوطات التي تعرض فيها أروع المخطوطات العربية وأهمها مخطوطة أبو القاسم الزهراوي وتعود للقرن الحادي عشر الميلادي ومخطوطة «القانون» لابن سينا ومخطوطة تتعلق بأمراض العين والقرآن الكريم وغيرها الكثير من التحف.
- الفن الحديث وأخيرا يعرض في قسم الفن الحديث أجمل ما أبدعه الفنانون المعاصرون من لوحات فنية ومنحوتات، فهناك تماثيل لعباس بن فرناس ولابن رشد والدرزية الحسناء والجاحظ وتعود هذه الأعمال لفنانين معاصرين من أمثال توفيق طارق والديراني ومحمود جلال وعدنان إنجيله ونصير شوري وغيرهم.

وخارج المبنى يجد الزائر نفسه في حديقة المتحف الواسعة التي تضم أجمل ما أبدعه الفن السوري بمختلف العصور ويتعذر عرضها في قاعات المتحف . ومن المعروضات في الحديقة تابوت مكتشف في مدينة الرستن يمثل أسطورة منيادر وتمثال لأسد مكتشف في اللاذقية ولوحة فسيفساء موزاييك ضخمة اكتشفت في حماة وهناك تيجان الأعمدة الضخمة والأنصاب المختلفة والأحجار والتماثيل الكثيرة.

## محتويات المتحف

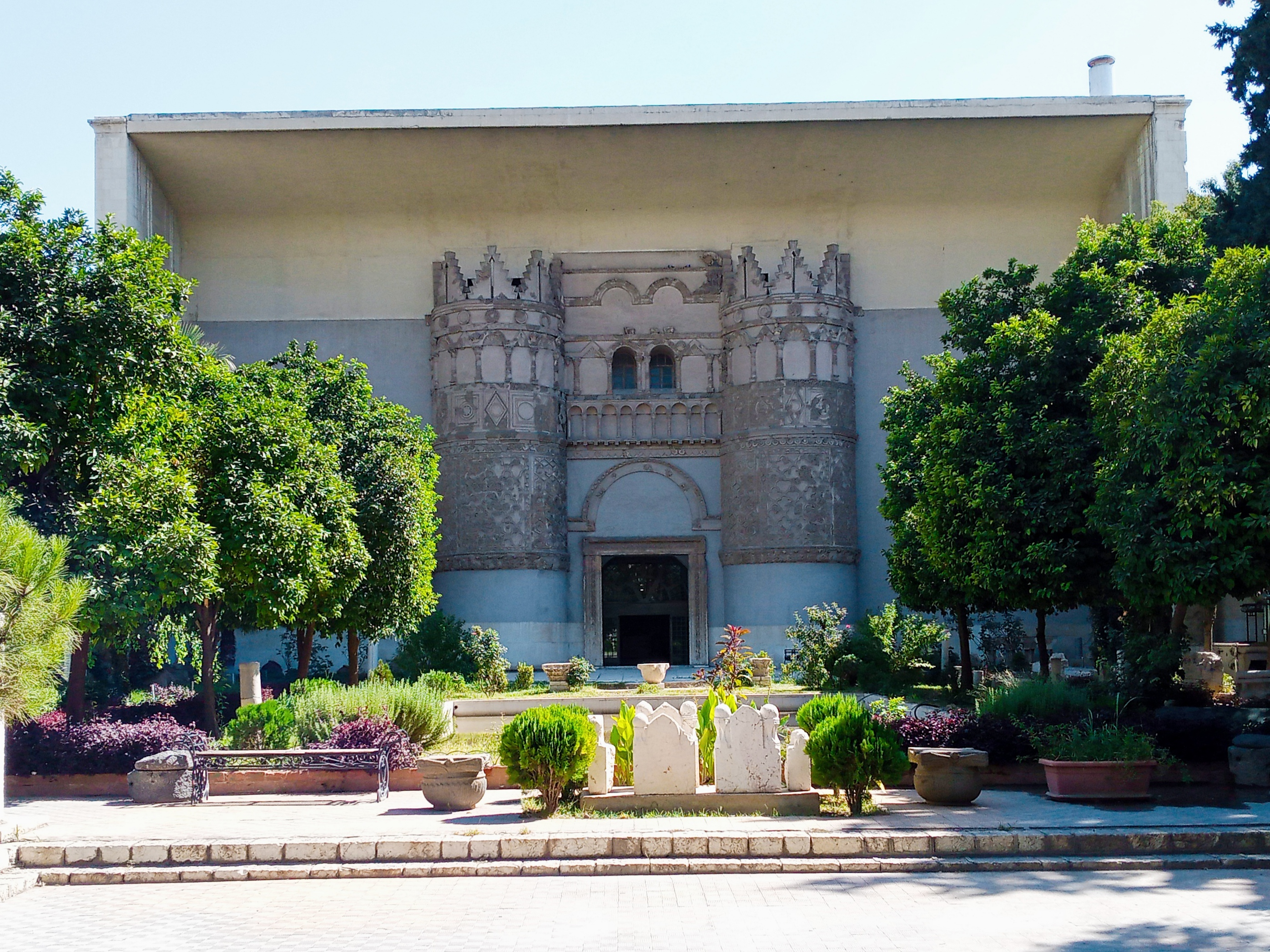
حديقة المتحف

موجز مختصر عن أقسام المتحف وبعض المعروضات في الأقسام والصالات والقاعات المختلفة:
1. آثار عصر ما قبل التاريخ
2. آثار سوريا القديمة
3. الآثار السورية الكلاسيكية (اليونانية والبيزنطية)
4. أثار تدمر ودورا أوروبوس
5. جناح الفن الروماني واليوناني والبيزنطي في سوريا
6. جناح الآثار العربية والإسلامية
7. قاعة آثار الرقة
8. المدفن التدمري
9. قاعات الزجاج السوري
10. متحف الفن الحديث
11. الباحة العربية
12. البهو الرئيسي
13. حديقة المتحف

### آثار عصر ما قبل التاريخ
ويضم القطاعات التالية:
- قاعة رأس شمرا - أوغاريت الأولى
- قاعة رأس شمرا أوغاريت الثانية
- قاعة حضارة سورية الداخلية
- قاعة حضارة سورية الساحلية
- قاعة ماري – تل الحريري

ومن محتويات قاعة رأس شمرا (أوغاريت الأولى: كوب قمعي من الفضة، طاس من الفضة، سكين من الذهب الخالص، دبابيس، ثياب من الذهب والفضة،، رأس عجل مطلي بطبقة زجاجية مائلة إلى اللون الأزرق. ومن محتويات قاعة رأس شمرا (أوغاريت الثانية): مشاهد رائعة في الجمال.
أقدم أبجدية في العالم وهي أبجدية أوغاريت والكثير من الآثار مثل سيف متوسط بمقبض من العاج، مجموعة من الأختام الأسطوانية، أوزان من البرونز، مجموعات من الحجرية، المتنوعة العائدة لعصر البرونز، ومجموعة من الأواني الفخارية، قبر كنعاني ويرجع إلى العصر البرونزي الوسيط ومعروضات مختلفة من أوغاريت.
ومن آثار منطقة تل رفعت - أرفاد التابعة لقاعة آثار سورية الداخلية: رأس ثور من البرونز وبعض من الأواني الفخارية، بالإضافة إلى نماذج من العربات الفخارية ذات أربعة دواليب وبعض الآثار من أرفاد.
ومن محتويات قاعة حضارة سورية الساحلية تل سو كاس: جرة فخارية رأس شخص من الحجر الأبيض، تمثال برنزي لأم جالسة تضع على حجرها طفل صغير، رؤوس سهام ومجموعة من السكاكين والأدوات إضافة إلى بعض المكتشافات في مواقع أثرية من الساحل السوري.
ومن محتويات قاعة مملكة ماري - (تل الحريري) هناك مجموعات من المصنوعات المعدنية والأسلحة الحربية والقطع الفنية الحجرية والفخارية، حلي وأساور ولقى وعقود مكونة من خرزات الذهب واللازوردي والعقيق.

### العهود الكلاسيكية اليونانية والبيزنطية
في البداية هناك بهو المتحف وقد عرضت فيه أجمل التماثيل المكتشفة في اللاذقية وهي على شكل أروقة ومن أهمها:
- الرواق الأول وخصصت واجهة هذا الرواق للتماثيل الرخامية والبرونزية والعاجية التي تمثل عددا من الأطفال والنساء مثل تمثال رخامي يمثّل أسبازيا التي اشتهرت بجمالها وسمو تفكيرها، وكذلك فقد تضمن هذا الرواق عدد من اللوحات النافرة المختلفة.
- جناح آثار حوران وجبل العرب: منذ بداية القرن الثاني الميلادي أخذ الفن يتخذ له في حوران وجبل العرب مركزا هاما من مراكز الإبداع الفني حيث ترك لنا روائع فنية أضيفت إلى التراث الإنساني الحضاري حيث تنتشر في المنطقة مئات من المواقع الأثرية الهامة في درعا والسويداء (جبل العرب) بحيث تجد متحف طبيعي على امتداد المنطقة.

### جناح آثار تدمر ودورا أوروبوس
- خصص جناح مملكة تدمر لعرض بعض اللوحات الفنية، وبعض التماثيل الرخامية المختلفة وعدد من القطع الأثرية الهامة من حضارة تدمر العريقة،
- قاعة دورا أوربوس فقد خصصت لعدد من اللوحات والرسوم الخزفية وتماثيل متنوعة من دورا أوربوس ومكتشفات أخرى عديدة. كما يضم هذا الجناح كلا من: كنيس دورا أوروبوس – مدفن برحاي – جناح الحلي الذهبية- قاعة النقود -.

### جناح الفن الروماني، اليوناني، البيزنطي
عرضت في واجهات الجناح الروماني واليوناني والبيزنطي مجموعات من الآثار الهامة للحضارة الرومانية والبيزنطية واليونانية التي تنتشر معالمها ومدنها في آلاف المواقع الأثرية على امتداد الأرض السورية من مدن وقلاع وكنائس وأديرة ومن المعروضات بعض القطع الأثرية والأطباق والصحون الفخارية المزينة ومن الأساور والحلي، السرج، والتماثيل والآثار المرمرية، والأواني الفخارية والحجرية والزجاجية، بالإضافة إلى عدد من المخطوطات السريانية المتعددة، ونماذج من فن المنسوجات التدمرية.
وتستقبلنا حديقة المتحف الجميلة بمجموعة من التماثيل والأنصاب والأبواب والنوافذ ولوحات الموزاييك وتيجان الأعمدة والتوابيت وعدد من روائع فن النحت، وتظهر هذه الآثار الحجرية بين الورود والأزهار المنتشرة في كل جنبات المتحف إضافة إلى الأشجار والرياحين التي تبدو كأجمل إطار لها.

### قسم الآثار العربية الإسلامية ومتحف الفن الحديث

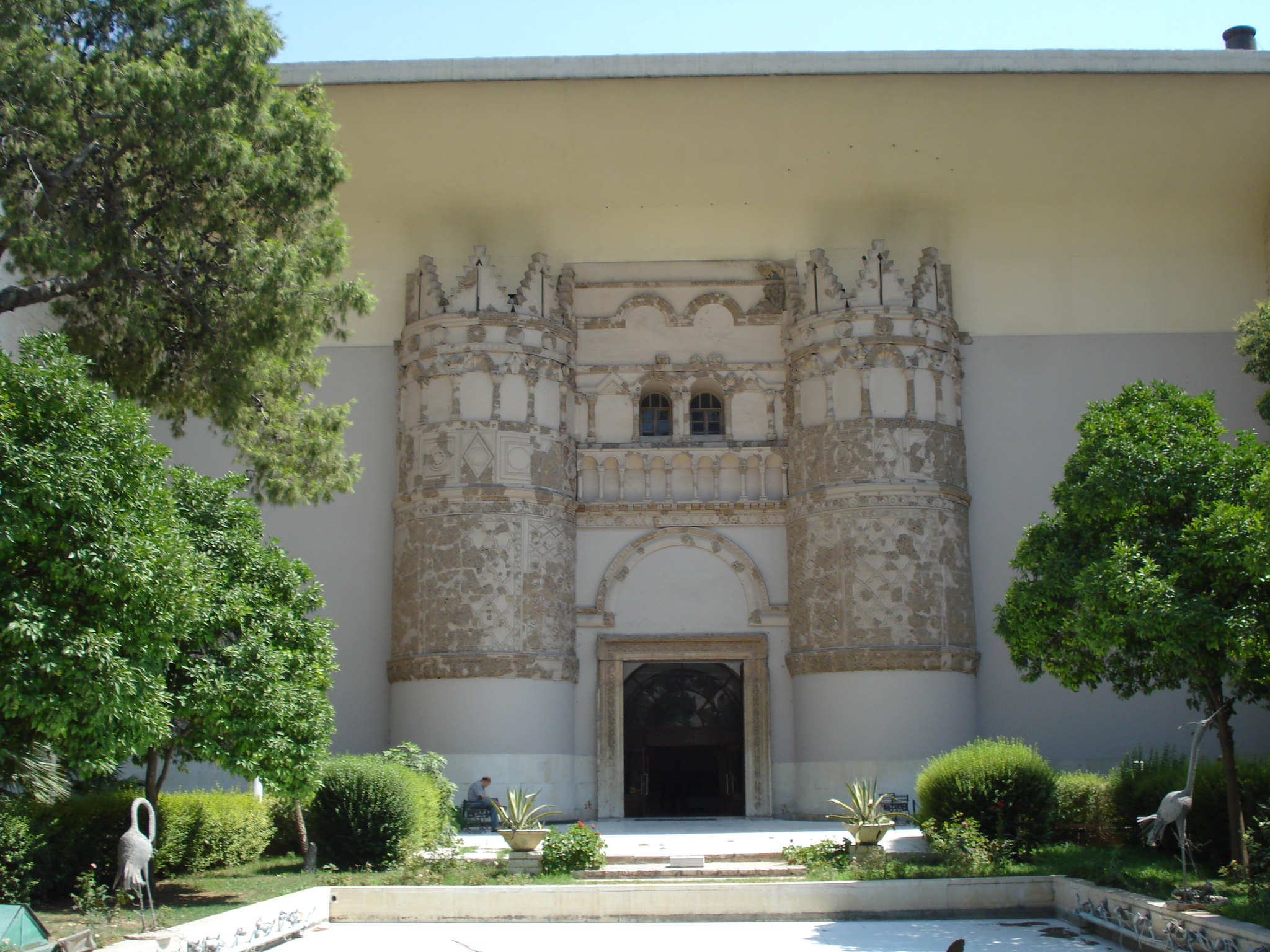
واجهة قصر الحير الغربي

قصر الحير الغربي وهو واحد من القصور العامرة التي بناها الخلفاء والأمراء الأمويون في بادية الشام ويقع في الجنوب الغربي من تدمر وعلى بعد 80 كم، وهو يعطينا فكرة واضحة عن نشوء فن العمارة وفن الزخرفة في العهد الأموي. ولقد أعيد بناء وإنشاء وترميم معظم واجهات وأجزاء قصر الحير الغربي ضمن بناء متحف دمشق الوطني وتقف شامخمة في واجهة المتحف من الخارج وعرضت في أقسام القصر بعض الآثار واللوحات الفنية النادرة.

### الباحة العربية
أنشئت على النمط العربي السوري وجعل لها رواقان جنوبي وغربي، وأعيد في وسطها إنشاء (فسقية) من الرخام الملون كما في البيوت الدمشقية من أواخر العهد العثماني، عرضت فيها قطعة أثرية، من حجر الجص الطبيعي وقد نحتت على شكل أسد وهي من العهد العباسي، وشاهدتان (مفرد شاهدة قبر) من الحجر وجدتا في دمشق (مقبرة باب الصغير) الأولى لأبي الدرداء صاحب الرسول محمد والثانية لزوجته أم الدرداء.

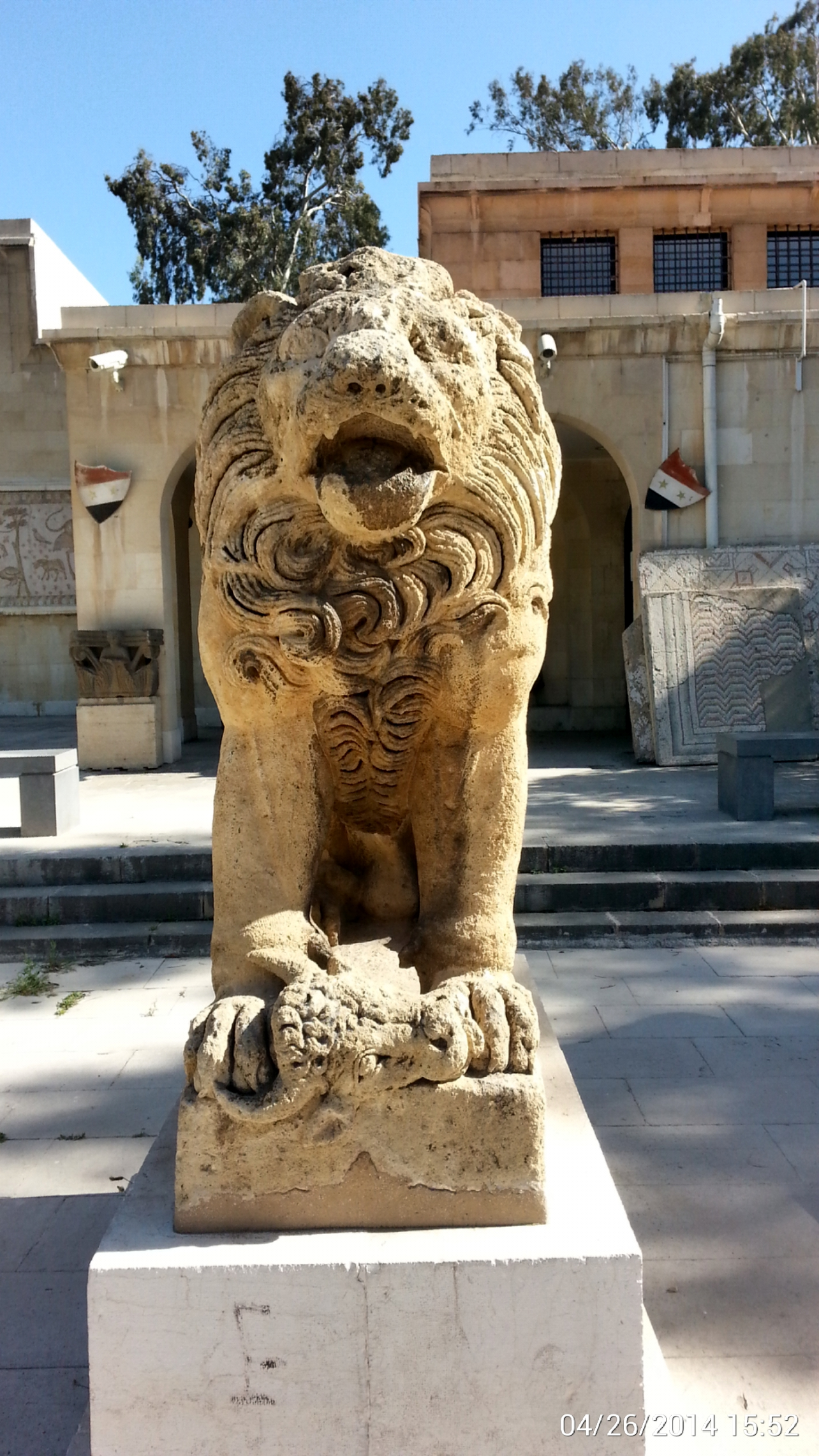
أسد جصي من العهد العباسي

### قاعة الرقة
ومن بعض مقتنيات هذه القاعة مجموعة بعض آثار الرقة. منها التحف والأواني الخزفية، تحف ونماذج خشبية ملونة ومذهبة مجموعات متعددة من النقود النحاسية وصل وزنها الفعلي إلى 50 كغ وهي عربية وبيزنطية وعدد من المعروضات.
وهناك أيضا القاعة الشامية وهي تمثل الاتجاهات الفنية في القرن الثني عشر الهجري وهي تمثل الفن العربي الإسلامي الأرابيسك، وقاعة الخشب، ثم قاعة المخطوطات، وقاعة الفخار والخزف، قاعة الحجر. وحيث أن الحجر هو المادة الرئيسية للبناء وقد عني بهذا الأمر وبشكل جدي الرومان واليونان من نواحي نحته وزخرفته فكانت آثارهم باقية على الدهر ولقد استعمل السوريين الحجر في الأبنية الضخمة والهامة مثل الجامع الأموي والقلاع على قمم الجبال السورية و القصور والجوامع القديمة و الكنائس والأديرة وغيرها الكثير من المباني،

### قاعات الزجاج
ازدهرت صناعة الزجاج في سوريا قبل الإسلام وكان أهم مراكزها أنطاكية وأرمناز وبعض مناطق الساحل واستمرت هذه الصناعة في العهود العربية والإسلامية. وفي قاعة الزجاج الأولى عرضت مجموعة من الزجاج الشفاف المصنوع بطريقة النفخ وهو غير ملون وغير مزخرف والدال على الزجاج الشفاف والرقيق. أما في القاعة الثانية فقد تم عرض مجموعات من الأباريق والأكواب والقوارير الزجاجية الملونة والمزخرفة والعديد من المعروضات الزجاجية.

### المدفن التدمري
وهو يمثل مدفن رائع من تدمر تنتشر فية المنحوتات والتماثيل النصفية لعدد كبير من الشخصيات التدمرية المنتشرة على جدران المدفن الرائع.
```
يقول عالم الآثار 
خالد الأسعد
 عن المدافن التدمرية بأن
```

" تصميمهابعيدعن الرهبة حيث تزينه الرسوم والأقواس وكان يوضع الجثمان في القبر ويغلق بتمثال له مع اسمه وأحياناً ميلاده وتاريخ موته مع كلمة “حبل” “وا أسفاه” "

### حديقة المتحف

حديقة المتحف

تحيط بالمتحف وخاصة عند المدخل حديقة تضم عدد من التماثيل والقطع الأثرية التي تعود لحضارات سورية مختلفة وتطل على الحديقة واجهة مدخل المتحف الرائعة وهي بوابة قصر الحير الغربي.